# جودت حيدر
جودت رستم حيدر (1905-2006) شاعر ومفكر من لبنان، ولد في مدينة بعلبك. استقال من جميع أعماله في العام 1965، وتفرّغ للأدب والشِّعر والاهتمام بالزراعة. تخطى شعره الحدود اللبنانية، وكان في حياته وبعد وفاته محط تكريم المنابر الثقافية في العالم ، آخرها في جامعة أكسفورد في بريطانيا، وفي الجامعة اللبنانية في بيروت وغيرهما. 

## سيرة
ولد جودت حيدر في 23 نيسان (أبريل) 1905 في مدينة بعلبك مدينة الشمس، ذاق مرارة الفراق والبُعد عن الأهل، وهو لا يزال في العاشرة من عمره، إذ نفي والده وإخوته إلى الأناضول إبان الحرب العالمية الأولى عام 1914. وفي ظروف صعبة للغاية لحق بهم عام 1915. وبعد انتهاء الحرب عادت العائلة من المنفى إلى بعلبك.
منذ بداياته استهواه عالما الشعر والزراعة، نال الشهادة الثانوية من استعدادية الجامعة الأميركية في بيروت (Freshman)، ثم سافر إلى فرنسا ودرس في ليسيه دو بارك في ليون. استهوي علم الزراعة فسافر إلى الولايات المتحدة الأميركية ودرس في كلية الزراعة في جامعة (AM & C College Station).
اهتم حيدر وهو ابن سهل البقاع الخصب بمعالجة المشاكل التي تعاني منها الزراعة في لبنان، فكان يحلم بتطوير القطاع الزراعي وتحديثه. لكنه مالَ إلى التربية فدرس في جامعة جامعة شمال تكساس (North Texas State University) ونال شهادة بكالوريوس في التربية والتعليم. وبعد أن عاد إلى لبنان عمل في حَقلي التربية والتعليم والإدارة التربوية (الجامعة الوطنية في عاليه وكلية النجاح في نابلس - فلسطين).
عمل مديرًا ومستشارًا في قطاع إدارة الأعمال (في شركة نفط العراق (IPC) في طرابلس - لبنان، لكنه استقال عام 1965 وتفرّغ للأدب والشِّعر والاهتمام بالزراعة.
أسّسَ «واحة الأدب في البقاع» حيث أقيمت مهرجانات شعريّة حضرها شعراء كبار من لبنان والخارج وجعل مركزها بيته في بعلبك.
توفي في 4 كانون الأول (ديسمبر) 2006، عن عمر يناهز مئة وسنة واحدة.

## تكريم وأوسمة
كتب البروفسور جون مونرو سيرة حيدر، وأطلق عليه اسم «رسول السلام»، كذلك فعل جايسون آوين الذي وصف حيدر «بالأسطورة الخالدة من لحم ودم». وهذا ما اختصره رئيس الجامعة اللبنانية الأميركية (LAU) الدكتور جوزف جبرا عندما وصف حيدر بأنه «رجل عالمي»، وأطلق عليه لقب «جودت حيدر شاعر الإنسانية» وذلك في حفل أقيم في الجامعة في ذكرى غيابه الرابعة عشرة، وأقيم للمناسبة لقاء في قاعة جودت حيدر التذكارية في مكتبة الجامعة برعاية جبرا وحضور عائلة الشاعر المكرم وأصدقائه ووجوه أكاديمية وثقافية يتقدمهم مدير عام المكتبة الوطنية حسان العدرا وأساتذة وطلاب قسم اللغة الإنكليزية وآدابها في الجامعة.
لقب حيدر ب «شكسبير العرب»، وذلك لتميز شعره واعتباره من الشعر العالمي، حيث يتقاطع إرثه الثقافي اللبناني مع الإرث الثقافي الأميركي، في شعر غير عادي، فقد كان شاعراً أصيلاً في دنيا الشعر الإنكليزي، ومفكّرًا كبيرًا، ونموذجًا فذًا من نماذج العبقرية اللبنانية.
وقد نظمت اللجنة الوطنية اللبنانية لليونسكو لقاء عن جودت حيدر، لمناسبة اليوم العالمي للشعر، في قصر اليونسكو في آذار 2017، وكانت قد كرمته جمعية أكسفورد للأدب العالمي في أيار 2018 ، من خلال ندوة حول آثاره في كلية سانت جونز التابعة لجامعة أوكسفورد في مدينة أوكسفورد البريطانية بعنوان «التسامح وعالمية أفكار الشاعر من خلال أدبه». كذلك نظمت عنه ندوة في الإدارة المركزية في الجامعة اللبنانية في 13 كانون الثاني 2015 بهدف التعريف بالشاعر اللبناني المئوي جودت حيدر.
وسبق أن كرمته مكتبة الإسكندرية في الذكرى السنوية الثامنة لرحيله ، ولمناسبة تلقيها الأعمال الكاملة له فضلا عن مكتبته الخاصة، وذلك في احتفال شارك فيه الدكتور دياب يونس (أستاذ علم الحقوق في الجامعة اللبنانية) الذي أكد أن جودت حيدر، يحمل لبنانه وعروبته ومشرقيته في دمه وروحه وقلبه واللسان، ويرتّل بنبرات النبيّين رُؤىً كونية. كذلك شارك فيه الدكتور حسن طلب (أستاذ الفلسفة في جامعة حلوان، ونائب رئيس تحرير مجلة الإبداع سابقاً) الذي رأى أن جودت حيدر من الشعراء الفلاسفة، لأن من يقرأ قصائده بالإنكليزية يشعر بأنه أمام شاعر يخاطب الضمير الإنساني.
وأضاف: «يعتبر الشاعر جودت حيدر أن الإنسان جزء من الطبيعة وعليه أن يعي ذلك جيداً ليكون خادماً للطبيعة وتكون خادمةً له، وليس من الغريب أن نجده أول من تحدث عن التلوث الذي نعانيه الآن».
كذلك شارك الشاعر أحمد عبد المعطي حجازي الذي أوضح أن الشعر لم يكن بالنسبة إلى جودت حيدر مجرد صنعة أو موهبة، ولا مجرد هواية أو زينة، بل كان نشاطاً وجودياً يمارسه بعمق وتطهّر كأنه يؤدي طقساً شاعرياً، وأن جودت حيدر ظلّ قادراً على الاستمرار في الحياة بعدما تجاوز المئة.

### أوسمة
حاز حيدر أوسمة عدة من بينها: وسام الاستحقاق اللبناني المذهب (1951)، وسام الكسندر الثالث بطريرك سورية وسائر المشرق للروم الأرثوذكس (1954)، وسام كرياكوس السادس بابا الاقباط (1955)، وسام الصليب برتبة ضابط أكبر من الدولة الفرنسية (1957)، وسام البابا يوحنا الثالث والعشرين (1959)، وسام الكرسي الأورشليمي (1959)، وسام الكرسي الأسقفي في القدس (1959)...

### ساحة وحديقة الشاعر جودت رستم حيدر في بعلبك
أقيم في مدينة الشاعر حيدر بعلبك في تشرين الأول 2009 ، حفل افتتاح لساحة وحديقة الشاعر جودت رستم حيدر ضمن احتفالية «بيروت عاصمة عالمية للكتاب» تضمنت معلقاته الخمس المنحوتة على جداريات صخرية باللغتين العربية والانكيزية. وأعلن في الحفل أنه استحدثت في القاعة الزجاجية في شارع الحمرا لوحة من قبل وزارة السياحة اللبنانية تحمل قصيدة جميلة للشاعر جودت حيدر باللغة الإنكليزية. وقد أدرجت حديقة جودت حيدر في بعلبك المنحوتة في الصخر ضمن المعالم التاريخية والحضارية في لبنان.
وتخلل الحفل وصلة فنية قدمتها الفنانة سحر طه من كلمات الشاعر حيدر في رثاء زوجته مليحة، وغناء للفنانة مي نصر لمقطع من قصيدة البحر.

### جمعية لورد بايرون العالمية
زار وفد من جمعية لورد بايرون العالمية يضم 50 شخصًا من مختلف دول العالم، حديقة الشاعر جودت حيدر عند مدخل مدينة بعلبك، وجال داخل قلعة بعلبك الأثرية ومتحفها. وتضم الحديقة شواهد صخرية نحت عليها كلمات من أشعار حيدر. ويشكل القادمون أعضاء في المؤتمر العالمي لاحياء ذكرى رحيل الشاعر الإنكليزي لورد بايرون، الذي كتب عنه الشاعر جودت حيدر والذي عقد في بيروت بتنظيم من جامعتي سيدة اللويزة واللبنانية.
وضم الوفد الدكتورة مي معلوف من الجامعة اللبنانية والدكتور ناجي عويجان من سيدة اللويزة، وقد استقبلهم في باحة الساحة بنات الشاعر حيدر، ولمدة أكثر من ساعة قرأ المشاركون أشعار حيدر باللغات العربية والفرنسية والإنكليزية.
وأعلن البروفسور برنار بيتي من جامعة سانداندروز (اسكوتلندا) عن فرحته للمشاركة في قراءات للشاعر حيدر كونه لا يشبه ما قرأه من الشعراء الإنكليز لأن فيه حبًّا يوازي بين الفرح في اللحظة الآنية والحنين إلى الماضي.

### جمعية أصدقاء جودت حيدر
أسست «جمعية أصدقاء جودت حيدر» برئاسة الدكتور روحي البعلبكي عام 2008، غايتها تخليد ذكراه وإحياء تراثه الشعري ونشر مؤلفاته، وتشجيع البحث الأدبي والعلمي.
يصف بعلبكي جودت حيدر بأنه من شعراء النخبة العالية مثل جبران واللورد بايرن، ويرى أن أهميته تكمن في أنه نقل إلى الغرب مجالات الفكر الشرقي وطور أفكارًا غربية إلى أحاسيس شرقية. يضيف: «حين كتب بالإنكليزية كان مبتكرًا غير مقلد ومجددًا. سياسته اللطف لا العنف والمحبة لا الكراهية، لذلك حلم بمدينة فاضلة ولديه رؤية تنويرية نهضوية، ركز من خلالها على جوهر الإنسان المتحرر في مجتمع ينعم بالمساواة وتكافؤ الفرص».

## صوت من بعلبك
وقع الكاتب والمؤرخ البريطاني ومستشار الاتحاد الأوروبي في القاهرة ومستشار برنامج حقوق الإنسان في مالطا الدكتور جون مونرو (2016 Munro) في 2016-05-27 في مكتبة انطوان - فرع «أسواق بيروت»، كتابه «جودت ر. حيدر: صوت من بعلبك». وعن مضمون الكتاب، تحدث مونرو إلى «الوكالة الوطنية للاعلام» فقال: «تعرفت على جودت حيدر، وهو شاعر وطني بامتياز. لم تربطني به علاقة شخصية، بل تعرفت إليه من خلال قراءة أشعاره، وقد لفتني حسه الوطني، مما دفعني إلى كتابة هذا الكتاب عن حياته».
أضاف: «لقد تميز جودت حيدر بنظرة مستقبلية، فتحدث عن التلوث البيئي والتسامح والتعايش والابتعاد من العنف السياسي والجسدي. كما تناول حقوق الإنسان والمرأة، وهذا ما ميزه منذ عام 1930. رسالتي في هذا الكتاب الأساسية هي رسالة بعيدة عن السياسة والانشغالات».

## مؤلفاته
من مؤلفات جودت حيدر:
- «أصوات / Voices»: ديوان شِعر باللغة الإنكليزية. نيويورك عن دار نشر (Vantage Press  (1980.[28]
- «أصداء  / Echoes»:  ديوان شِعر باللغة الإنكليزية. بيروت  (1986).[29]
- «ظلال  / Shadows»:   ديوان شِعر باللغة الإنكليزية. بيروت (1998).[30]
- أعاد طباعة نتاجه الشِّعري ضمن مجموعة ثلاثية كاملة (1999).
- أصدر سيرة حياته في كتاب تحت عنوان: مشوار العمر (2002).
- أصدر ديوان "101Selected Poems" باللغة الإنكليزية في نيويورك عن دار نشر Vantage Press  2006.[31] [32] [33]